# 呉羽テック
呉羽テック（くれはテック）は、滋賀県栗東市に本社を置く不織布メーカー。東洋紡系列。

## 沿革
- 1960年4月 ‐ 大阪府大阪市に呉羽紡績の子会社としてリットウセンイを設立。
- 1966年4月- 呉羽紡績と東洋紡績の合併により東洋紡績の傘下となる。
- 1966年6月 - 社名を呉羽センイに変更
- 1989年7月 - 社名を呉羽テックに変更
- 2009年10月 - 東洋紡ミシン糸機能材事業部の事業を譲受。

## 事業所
- 本社工場
- 河瀬工場 〒529-1151 滋賀県彦根市楡町28(同地には昭和50年代頃まで同じ東洋紡系列のトーヨーヤーンが存在していた。)

## 支店
- 大阪支店 〒541-0056 大阪府大阪市中央区久太郎町2-4-27 堺筋本町TFビル2階
- 東京支店 〒104-8345 東京都中央区京橋1丁目17番10号 住友商事京橋ビル
- 名古屋支店 〒460-0003 愛知県名古屋市中区錦三丁目11-31 錦I.Gビル

## 業務内容
- 自動車機能材
- 自動車内装材
- フィルター
- 医療・衛材
- 建材・土木材
- 生活環境材
- 接着用シート

## 関連会社
- 栗東テック株式会社
- 台湾呉羽股份有限公司
- Kureha(Thailand)Co.Ltd
- Toyobo Kureha America Co.Ltd